# 금석과안록
《금석과안록》(金石過眼錄)은 추사 김정희가 연구한 금석문에 관한 책으로, 1852년(철종 3년)경에 완성되었다.
이 책의 제목으로 보면, 저자가 본 금석에 대한 논고라는 뜻이지만, 내용은 함흥 황초령(黃草嶺)에 있는 신라 진흥왕의 순수비와 북한산 비봉(碑峰)에 있는 순수비의 2종에 대한 판독(判讀)·해설·고증을 시도한 것이다. 저자 김정희는 1백 년 전에 벌써 고증학적인 형안(炯眼)으로 이 비에 대한 과학적인 논증을 가한 것이다.

## 같이 보기
- 진흥왕 순수비
- 김정희

## 참고 자료
- 이 문서에는 다음커뮤니케이션(현 카카오)에서 GFDL 또는 CC-SA 라이선스로 배포한 글로벌 세계대백과사전의 "〈실학의 융성〉" 항목을 기초로 작성된 글이 포함되어 있습니다.